# Renan Silva
Renan Silva (* 2. Januar 1989 in Rio de Janeiro), mit vollständigen Namen Renan da Silva, ist ein brasilianischer Fußballspieler.

## Karriere
Renan Silva erlernte das Fußballspielen in der Jugendmannschaft von Flamengo Rio de Janeiro in Rio de Janeiro. Hier stand er von 2008 bis 2009 unter Vertrag, wo er in der B-Mannschaft eingesetzt wurde. Von 2010 bis Mitte 2012 spielte er bei den brasilianischen Vereinen Goiás EC, EC Bahia, Olaria AC, EC Vitória und Boavista SC. Mitte 2012 wechselte er nach Europa. Hier unterschrieb er in Rumänien einen Vertrag bei Rapid Bukarest. Der Verein aus Bukarest spielte in der ersten Liga, der Liga 1. Anfang 2013 wechselte er zum Ligakonkurrenten Petrolul Ploiești nach Ploiești. Mit dem Verein gewann er den rumänischen Pokal, den Cupa României. Das Endspiel gegen CFR Cluj gewann man mit 1:0. Mitte 2013 ging er nach Saudi-Arabien, wo er sich dem al-Nahda Club in Khobar anschloss. Mit der Mannschaft spielte er in der ersten Liga, der Saudi Professional League. Anfang 2014 kehrte er in seine Heimat zurück. Hier spielte er ein halbes Jahr für den Macaé Esporte FC in Macaé. Songkhla United, ein Verein aus der thailändischen Stadt Songkhla, nahm ihn die Rückserie 2014 unter Vertrag. Songkhla spielte in der ersten Liga, der Thai Premier League. Ende 2014 musste er mit dem Verein in die zweite Liga absteigen. Nach dem Abstieg verließ er Thailand und wechselte in die Vereinigten Arabischen Emirate, wo er sich dem al-Fujairah SC aus Fudschaira anschloss. Hier spielte er bis Mitte des Jahres. Siah Jamegan Khorasan FC, ein Verein aus dem iranischen Maschhad nahm ihn den Rest des Jahres unter Vertrag. Mit dem Verein spielte er in der ersten Liga, der Persian Gulf Pro League. Anfang 2016 ging er wieder nach Thailand. Hier verpflichtete ihn der Erstligist Chainat Hornbill FC aus Chainat. Nach der Hinserie wurde sein Vertrag in Chainat nicht verlängert. Den Rest des Jahres war er vertrags- und vereinslos. 2017 nahm ihn der brasilianische Verein Nova Iguaçu FC aus Nova Iguaçu unter Vertrag. Nach einem halben Jahr zog es ihn Mitte 2017 nach Katar. Hier nahm ihn der Zweitligist al-Shamal SC aus Madīnat asch-Schamāl unter Vertrag. Mitte 2018 ging er nach Indonesien. Hier unterschrieb er einen Vertrag bei Persija Jakarta. Mit dem Verein aus Jakarta wurde er 2018 indonesischer Meister. Nach dem Gewinn der Meisterschaft verließ er den Verein und wechselte zum Ligakonkurrenten Borneo FC. Bei dem Verein aus Samarinda auf der Insel Borneo stand er bis Ende 2019 unter Vertrag. Anfang 2020 verpflichtete ihn der ebenfalls in der ersten Liga spielende Bhayangkara FC aus Jakarta. Nach 15 Erstligaspielen wechselte er im Januar 2022 zum Ligakonkurrenten Madura United. Bis Mitte April 2022 bestritt er für den Verein aus Pamekasan zwölf Erstligaspiele. Am 12. April 2022 nahm ihn der ebenfalls in der ersten Liga spielende Persik Kediri unter Vertrag. Für den Verein aus Kediri bestritt er 62 Ligaspiele. Hierbei erzielte er 14 Treffer. Gresik United FC, ein indonesischer Zweitligist aus Gresik nahm ihn Anfang August 2024 unter Vertrag.

## Erfolge
Petrolul Ploiești
- Cupa României: 2012/13

Persija Jakarta
- Indonesischer Meister: 2018